# One Night (アルバム)
『One Night』（ワン・ナイト）は、日本のシンガーソングライター・織田哲郎の12作目のオリジナル・アルバム。

## 内容
セルフカバーアルバム『MELODIES』から、約8ヶ月ぶりのアルバム。
オリジナル・アルバムとしては『T』以来13年半ぶりとなった。
1998年にリリースしたシングル「青空」のアルバムバージョンから、2003年にリリースしたインディーズ・シングル「祈り」とカップリング曲「sunrise sunset」を含むシングル曲5曲、自身のラジオ番組「とりあえずテキーラ」で披露した「TONIGHT」を収録している。
氷室京介と同様に、セルフカバーを除く自作でのこだわりが強かったからか、「納得いくまでやる」と言っていたほどである。

## 批評
CDジャーナルは「スペインで暴漢にあい、自慢のハイトーン・ヴォイスを奪われてシンガーとしての活動を休止していた時期を乗り越え、大人の上質ポップス盤を作り上げた」と評した。

## 収録曲
作詞・作曲・編曲：織田哲郎（全曲）／ホーンアレンジ：織田哲郎・竹上良成（2,7）
ストリングスアレンジ：織田哲郎・中西長谷雄（2,3,6）織田哲郎・長田直也（10,12）織田哲郎・四家卯大（11）
1. もう少しがんばってみよう。
2. 青空 (album ver.)
3. 瞳閉じれば〜Let's dance
4. TONIGHT
5. インソムニア
6. 最後の恋
7. 真夏の夜の甘い夢
8. キズナ（album ver.）
9. sunrise sunset
10. 祈り
11. 真夜中の虹
12. 明日へ

## 参加ミュージシャン
- 織田哲郎 - ギター、パーカッション、ピアノ
  - 北島健二（FENCE OF DEFENSE） - ギター
  - 田村滋 - ベース
  - 勝田一樹（DIMENSION） - サクソフォーン
  - 古村敏比古 - ササクソフォーン、コーラス
  - 竹上良成 - サクソフォーン
  - 小島良喜 - ピアノ